# Uefa Women's Europa Cup
Uefa Women's Europa Cup, är en fotbollsturnering för klubblag i Europa för damer. Turneringen, som arrangeras av Uefa, kommer spelas första gången säsongen 2025/2026.
Turneringen kommer att fungera som en tävling under Uefa Women's Champions League, lag som åkt ur kvalet till Champions League får nu en andra chans på europaspel, jämfört med tidigare då man var helt utslaget från europaspel.
Formatet på turneringen kommer skilja sig från de övriga klubbturneringarna, för både herrar och damer, turneringen kommer bestå av direkta utslagsmöten i varje omgång, i form av dubbelmöten där man spelar hemma och borta, inklusive finalen.